# Manuel Mas i Estela
Manuel Mas i Estela (Cabrils, 10 de març de 1948) és un economista i polític català, alcalde de Mataró i diputat al Congrés dels Diputats en la VIII i IX legislatures.
Llicenciat en Ciències Econòmiques per la Universitat de Barcelona, ha estat alcalde de Mataró del 1983 al 2004 i del 2004 al 2011 va ser diputat a les Corts Generals per Barcelona pel PSC, partit d'on formà part del seu Consell Nacional des de 1978 a 2011. Va ser president de la Federació de Municipis de Catalunya (1995-2004), vocal de la Comissió Executiva de la Federació Espanyola de Municipis i Províncies (1987-1999), vocal del Consell d'Administració del Banc de Crèdit Local (1994-2004), vocal del Consell d'Administració d'Aigües del Ter Llobregat (1991-2004). Del 2003 al 2004 va ser president del Consell Comarcal del Maresme.
El seu predecessor a l'Alcaldia de Mataró va ser Joan Majó i Cruzate i el seu successor, Joan Antoni Baron, tots dos del PSC. En els seus mandats va alternar períodes de majoria absoluta amb majories relatives amb acords amb el PSUC, ICV-EA i ERC. També ha estat diputat per Barcelona a les eleccions generals espanyoles de 2004 i eleccions generals espanyoles de 2008.

## Publicacions
- MAS, Manuel, "Mataró a l'inici del segle XXI", a Fulls del Museu-Arxiu de Santa Maria (71), Mataró, 2001
- MAS, Manuel, "A tall d'exemple: un debat a la tribuna"[Enllaç no actiu], a Capgròs, 10.4.2005